# Margaux Hemingway
Margaux Louise Hemingway, rozená Margot Louise Hemingway (16. února 1954 Portland – 1. července 1996) byla americká modelka a herečka, vnučka spisovatele Ernesta Hemingwaye. V sedmdesátých letech 20. století se stala úspěšnou supermodelkou. Objevila na obálkách časopisů jako Cosmopolitan, Elle, Harper's Bazaar, Vogue a Time. Celý život bojovala se závislostmi (alkohol, bulimie, deprese). Trpěla poruchou čtení a také jí byla diagnostikována epilepsie. V roce 1996 spáchala sebevraždu předávkováním drogami.

## Životopis

### Mládí
Margot Louise Hemingway se narodila jako prostřední ze tří dcer. Jejím otcem byl Jack Hemingway, nejstarší syn Ernesta Hemingwaye. Když zjistila, že dostala jméno po víně Château Margaux, které rodiče pili té noci, kdy byla počata, nechala si ho změnit z „Margot“ na „Margaux“. Sestra Mariel Hemingway se stala herečkou. Starší sestra Joan, přezdívaná „Muffet“, trpěla schizofrenií.
Rodina se s malými dcerami přestěhovala na Kubu, kde žil dědeček Ernest Hemingway. Po čase se vrátili do San Francisca a později se přestěhovali do Idaha, kde žili na farmě v Ketchumu. O jejich dětství napsala knihu Neviditelná dívka (Portál, 2016) nejmladší ze sester Mariel Hemingway. Popsala dětství a mládí dívek ve slavné rodině nadaných lidí, v jejichž životech se objevovaly deprese, alkoholismus i sebevraždy jako důsledek nemocí (schizofrenie, rakovina atd.)
Margaux měla ráda lyžování a lákalo ji dobrodružství. Během studia na „Catlin Gabel School“ v Portlandu se přestěhovala do New Yorku, kde se věnovala modelingu. Již během dospívání se potýkala s poruchou příjmu potravy a epilepsií. Záhy se u ní projevily deprese a začala být závislá na alkoholu a lécích. S jejím svolením byl pořízen videozáznam terapeutického sezení, který souvisel s její bulimií a byl odvysílán v televizi. V devadesátých letech prohlásila, že ji otec v dětství sexuálně zneužíval. V roce 2013 její mladší sestra Mariel Hemingway v dokumentu Running from Crazy uvedla, že obě její starší sestry byly otcem sexuálně zneužívány.

### Kariéra

#### Modelka (1972–1975)

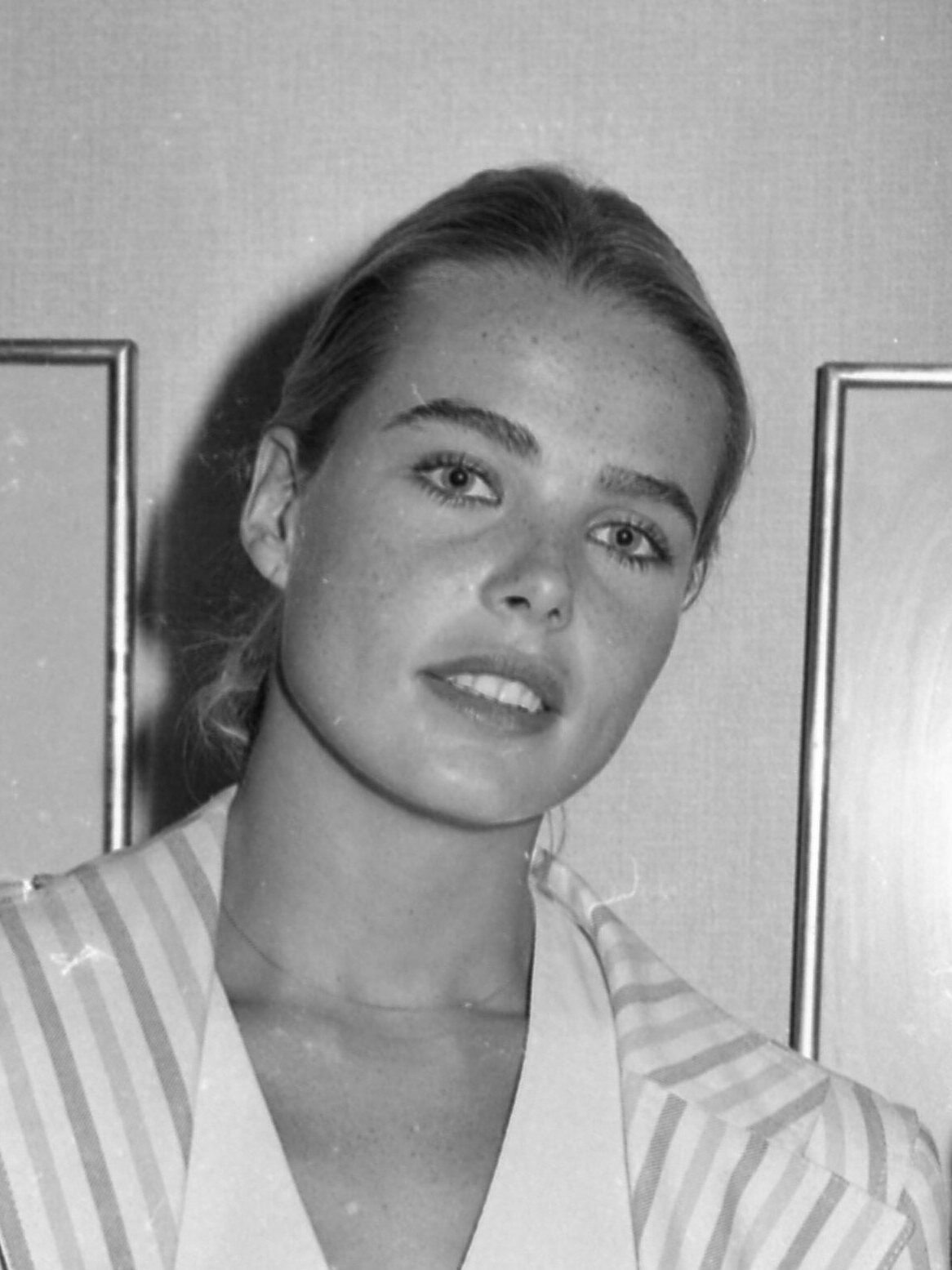
Margaux Hemingway, 1976

Vysoká a pozoruhodná dívka se objevila v módním světě v roce 1974. Záhy se stala úspěšnou modelkou. Uzavřela například smlouvu na milion dolarů s „Domem Fabergé“ jako tvář parfému Babe.  Byla první modelkou, která podepsala milionový kontrakt. Často se objevovala na obálkách módních časopisů Cosmopolitan, Elle, Harper's Bazaar, Vogue a Time, který ji v červnu roku 1975 označil za „New York's New Supermodel“. Na vrcholu své modelingové kariéry v sedmdesátých letech 20. století patřila mezi pravidelné návštěvníky newyorského exkluzivního diskoklubu „Studio 54“. Pohybovala se ve společnosti známých osobností jako byli Halston, Bianca Jagger, Liza Minnelliová, Grace Jones nebo Andy Warhol. Královně večírků a často ne střízlivé modelce se začala kariéra hroutit.

#### Herečka (1976–1996)

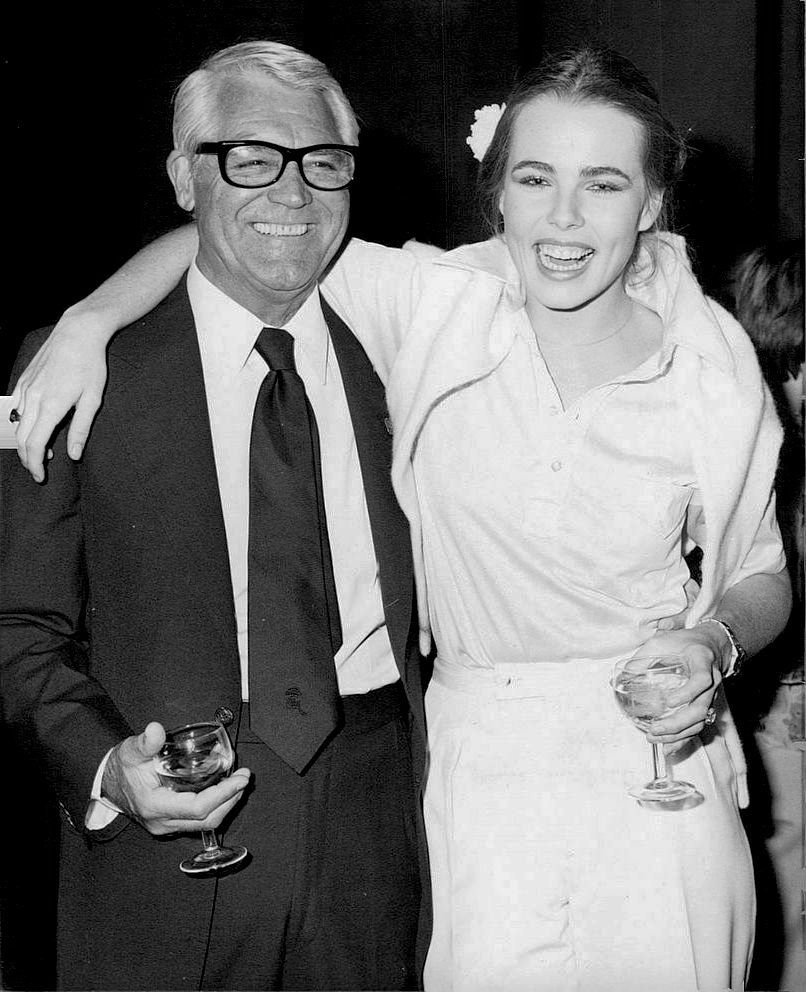
Cary Grant a Margaux Hemingway, 1976

Se svou sestrou Mariel, které bylo tehdy čtrnáct let, debutovala v roce 1976 snímkem Rtěnka po boku Anne Bancroftové. Hrála roli modelky, kterou terorizoval násilník. Filmoví kritici její herecký výkon nechválili. Dobré jméno herečce nevylepšil ani italsko-brazilský filmový horor Ryba zabiják (1979), ani komedie They call me Bruce? (1982). Poté hrála vedlejší role v několika dalších „béčkových“ filmech.
Po nehodě na lyžích v roce 1984 značně přibrala (35 kg). Po měsíčním pobytu na klinice Betty Fordové se v roce 1988 rozhodla vrátit do filmového průmyslu. Vyprávěla svůj příběh časopisu People Magazine. Hrála ve francouzském filmu La messe en si mineur (1990). Objevila se také v časopise Playboy. V malých rolích se objevila ve filmech Inner Sanctum (1991), Love is Like That (1992) nebo Deadly Rivals (1993).

### Osobní život

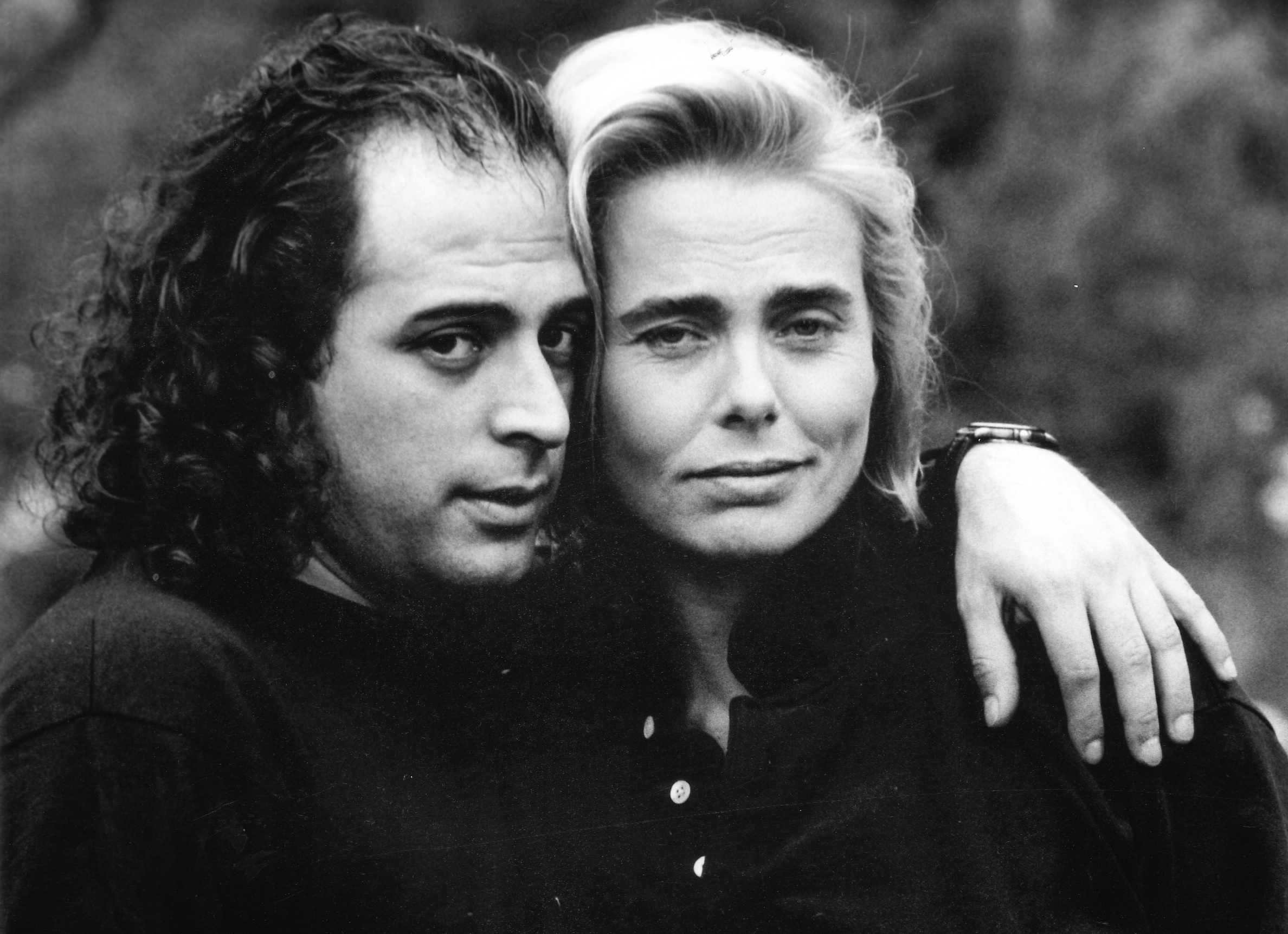
Margaux Hemingway a Eduardo Montes-Bradley, 1991

V roce 1975 se provdala za Errola Wetsona. Manželství skončilo po třech letech rozvodem. Roku 1979 se provdala za venezuelského režiséra Bernarda Fouchera. Rozvedli se v roce 1985. V roce 1987 před nástupem do léčebny se seznámila s obchodníkem Stuartem Sundlunem. Po návratu z léčení spolu žili na Manhattanu. Hemingway trávila čas běháním, jógou a malováním. Také se začala věnovat spiritualitě. V roce 1994 podnikla cestu do Indie, kde strávila dva měsíce. Se Stuartem Sundlunem se rozešla počátkem devadesátých let. 
Stejně jako dědeček trpěla záchvaty deprese. Jeden z nich ji přivedl koncem roku 1994 do psychiatrické léčebny v Idahu. Většinu svého života si nerozuměla s matkou. Usmířili se v roce 1988, když matka umírala na rakovinu. Napjaté vztahy měla i se sestrou Mariel Hemingway.
Během roku 1995 žila osaměle, bez rodiny nebo blízkého přítele. Stýkala se pouze s několika známými. Dne 1. července 1996 byla nalezena mrtvá ve svém bytě v Santa Monice. Byla pohřbena 6. července 1995 na hřbitově v Ketchumu, stejně jako Ernest Hemingway.